# نولنگباخ
نولنگباخ (به آلمانی: Neulengbach) یک شهر در اتریش است که در ناحیه زانکت پولتن-لاند واقع شده‌است. نولنگباخ ۵۱٫۶۳ کیلومتر مربع مساحت دارد ۲۵۱ متر بالاتر از سطح دریا واقع شده‌است.